# Into a New Dimension
Az Into a New Dimension a harmadik album a Divinefire keresztény szimfonikus power metál együttestől.

## Számlista
1. Vision Of The New Dawn - 1:44
2. Passion & Fire - 5:02
3. Time's Running Out - 3:29
4. Into A New Dimension - 3:44
5. Facing The Liar - 4:18
6. Live Or Die - 4:06
7. Alive - 4:21
8. All For One - 4:31
9. The Final Victory - 5:09
10. The Last Encore - 3:22

### Japán bónusz számok
1. Masters & Slaves - 3:56[1]
2. Special Message To Japan - 0:45[1]